# Ryman Healthcare
Ryman Healthcare est un opérateur néo-zélandais de villages de retraite et un exploitant de maisons de repos.
Ryman Healthcare compte 31 villages en activité en Nouvelle-Zélande et un à Melbourne, et cinq autres sont en développement dans l'État de Victoria en Australie.
Son nom évoque ses deux fondateurs, John Ryder et Kevin Hickman (†), qui ont fondé la société en 1984.

## Objet de la société
Le modèle économique et commercial de Ryman est un mélange de développement immobilier et d'offre en services de santé. Il fonctionne selon un modèle de "frais de gestion différés" dans lequel le résident du village paie pour une utilisation à vie de son appartement ou de son unité et lors de son départ, le résident (ou ses ayants droit) reçoit une somme moindre pour leur unité, plafonnée à 20 %.
Les villages Ryman Healthcare proposent différents types de logements pour retraités, et ils sont généralement assez grands pour accueillir un mini-hôpital pour les résidents et une aile sécurisée pour les cas de démence. Ryman décrit cela comme un « continuum de soins » dans lequel les résidents peuvent rester dans le village de Ryman qu'ils ont choisi, que ce soit pour une retraite autonome, des soins en maison de repos, une démence ou des soins hospitaliers.
Ryman s’est étendu à l’Australie en 2012 en achetant un site à développer à Wheelers Hill, dans l’est de Melbourne, dans le Victoria. Depuis, Ryman a acheté huit autres sites à développer à Brandon Park, Burwood East, Coburg, Mt Eliza, Mt Martha, Aberfeldie, Ocean Grove et Geelong.
Metlifecare, Océanie, BUPA, Summerset Holdings et Arvida sont d’autres opérateurs concurrents de Ryman Healthcare, dans le même secteur de la silver economy (et plus précisément soins aux personnes âgées) en Nouvelle-Zélande.

## Performance économique de l'entreprise
Cette société est cotée à la bourse de Nouvelle-Zélande et est l’une des plus grandes sociétés inscrites à l’ indice NZX 50,.
En juin 2018, la capitalisation boursière de Ryman Healthcare s'élevait à plus de 6,1 milliards de dollars NZD. Depuis son introduction en bourse en 1990, il n’a pas eu besoin de mobiliser de capitaux pour financer tout son développement à partir de flux de trésorerie opérationnels.
Ryman Healthcare a démontré une performance significative en termes de bénéfices et de cours des actions depuis sa création. Au cours des cinq dernières années, il a géré une croissance des bénéfices de plus de 15 % par an. Ryman a enregistré 15 ans consécutifs de résultats record depuis 2002 Ryman emploie plus de 4 000 personnes, dont des équipes de développement interne, des constructeurs et des artisans, des infirmiers et des aides familiales, des cuisiniers, des nettoyeurs, des vendeurs et du personnel de soutien. Les villages de Ryman abritent plus de 10 000 habitants.

## Prix
Ryman Healthcare a remporté de nombreux prix ou marques de reconnaissance pour les entreprises et les soins de santé, notamment :
- Inclusion parmi les 10 plus grandes entreprises de santé du monde dans le classement annuel des créateurs de valeur du Boston Consulting Group[11],[12]
- Simon Challies, président-directeur général de Ryman Healthcare, a été élu meilleur président-directeur général de 2014 au palmarès Top 200 de Deloitte en 2014[13].
- Le Dr David Kerr, président du conseil d’administration de Ryman Healthcare, a été élu meilleur président du palmarès du Top 200 de Deloitte en 2013.
- le Reader's Digest lui a accordé le label de "la marque la plus fiable de Nouvelle-Zélande 2015"[14].
- Prix de la meilleure stratégie de croissance (Best Growth Strategy) de Workbase[15].

## Le prix Ryman
En 2015, Ryman Healthcare a lancé le prix Ryman (Ryman Prize)
Le prix Ryman est une récompense annuelle de 250 000 NZD pour la meilleure idée, innovation ou progrès dans le monde, qui améliore la qualité de la vie des personnes âgées. Cette initiative philanthropique est administrée par la Fondation Ryman.
- En 2015, le premier prix a été attribué à la directrice Gabi Hollows (fondatrice de la fondation Hollows)[17] pour récompenser plusieurs décennies de travail visant à restaurer la vue de plus d'un million de personnes atteintes de cécité évitable.
- En 2016, c'est le professeur Henry Brodaty, chercheur dans le domaine de la maladie d'Alzheimer qui a remporté le prix. Ce chercheur, qui vit à Sydney, travaille et enseigne sur le vieillissement et la santé mentale. Il est directeur et fondateur d'un centre de recherche collaborative sur la démence. Il est codirecteur du CHeBA, le centre pour le vieillissement du cerveau en bonne santé de l'université de New South Wales[18].
- En 2017, le prix Ryman a été attribué au professeur Peter St George-Hyslop, un neurologue et généticien moléculaire reconnu pour ses recherches sur les maladies neurodégénératives. Il a identifié un certain nombre de gènes clés responsables de la dégénérescence des cellules nerveuses et des formes précoces de la maladie d'Alzheimer. Il partage son temps entre l'Université de Cambridge et l'Université de Toronto, où il dispose de laboratoires de recherche[19][réf. à confirmer],[20],[21]
- En 2018, c'est le professeur Takanori Shibata qui a été récompensé pour plus de 25 années de recherche novatrice dans le domaine des nouvelles technologies au service des personnes âgées. Ce pionnier de l'intelligence artificielle (IA) et en robotique s'est vu remettre le prix par Jacinda Ardern (première ministre de Nouvelle-Zélande).